# Liste der Biografien/Ho
Liste der Biografien |
Portal Biografien |
Personensuche
# |
A |
B |
C |
D |
E |
F |
G |
H |
I |
J |
K |
L |
M |
N |
O |
P |
Q |
R |
S |
T |
U |
V |
W |
X |
Y |
Z |
?
 
Ha |
Hd |
He |
Hi |
Hj |
Hk |
Hl |
Hm |
Hn |
Ho |
Hr |
Hs |
Ht |
Hu |
Hv |
Hw |
Hy
 
Hoa |
Hob |
Hoc |
Hod |
Hoe |
Hof |
Hog–Hok |
Hol |
Hom |
Hon |
Hoo |
Hop |
Hoq |
Hor |
Hos |
Hot |
Hou |
Hov |
How |
Hox |
Hoy |
Hoz
Die Liste der Biografien führt alle Personen auf, die in der deutschsprachigen Wikipedia einen Artikel haben. Dieses ist eine Teilliste mit 63 Einträgen von Personen, deren Namen mit den Buchstaben „Ho“ beginnt.

## Ho
- Hồ Chí Minh (1890–1969), vietnamesischer Revolutionär und StaatsmannHồ Chí Minh (1890–1969)

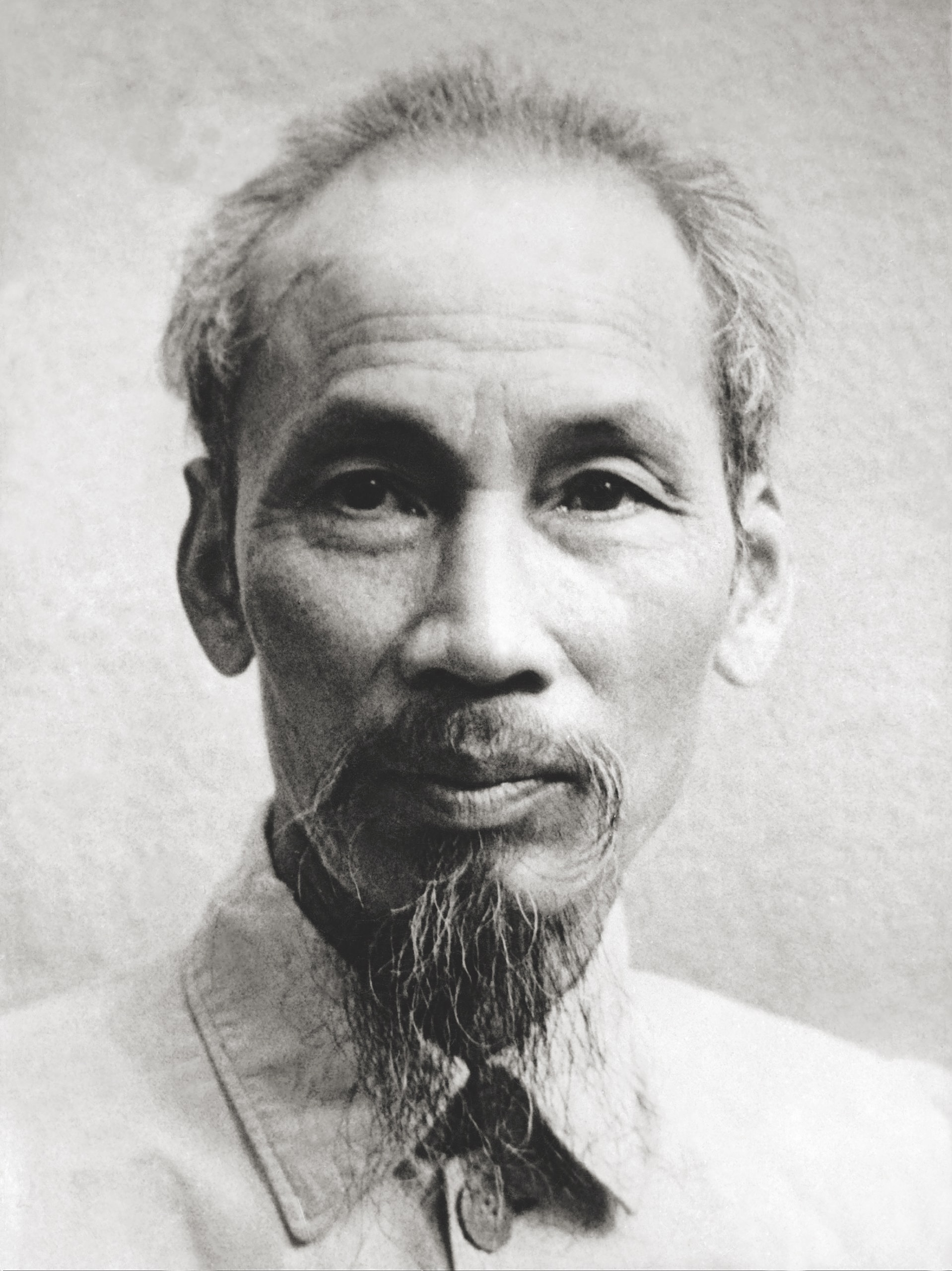
Hồ Chí Minh (1890–1969)

- Ho King Chi King (* 1982), hongkong-chinesischer Eishockeyspieler
- Hồ Tùng Hân (* 2003), vietnamesischer Fußballspieler
- Hồ Xuân Hương (1772–1822), vietnamesische Dichterin
- Ho, A. Kitman, US-amerikanischer Filmproduzent, Produktionsmanager, Second Unit-Regisseur und Locationmanager
- Ho, Alessandra (* 2000), australische Synchronschwimmerin
- Ho, Bong-chol (* 1959), nordkoreanischer Gewichtheber
- Ho, Chad (* 1990), südafrikanischer Schwimmer
- Ho, Chin-ping (* 1983), taiwanischer Langstrecken- und Hindernisläufer
- Ho, Ching (* 1953), singapurische Geschäftsfrau
- Ho, Dam (1929–1991), nordkoreanischer Politiker
- Ho, David (* 1952), US-amerikanischer AIDS-Forscher
- Ho, Denise (* 1977), Cantopop-Sängerin und Schauspielerin sowie eine Pro-Democracy- und LGBT-Rechte Aktivist
- Ho, Derek (1964–2020), US-amerikanischer Surfer
- Ho, Donald Tai Loy (1930–2007), hawaiischer Pop-Musiker, Sänger und Entertainer
- Ho, Edmund (* 1955), chinesischer Politiker
- Ho, Elizabeth (* 1983), US-amerikanische Schauspielerin
- Ho, Fan (1931–2016), chinesischer Fotograf, Filmregisseur und Schauspieler
- Ho, Feng Shan (1901–1997), chinesischer Diplomat, JudenretterHo Feng Shan (1901–1997)

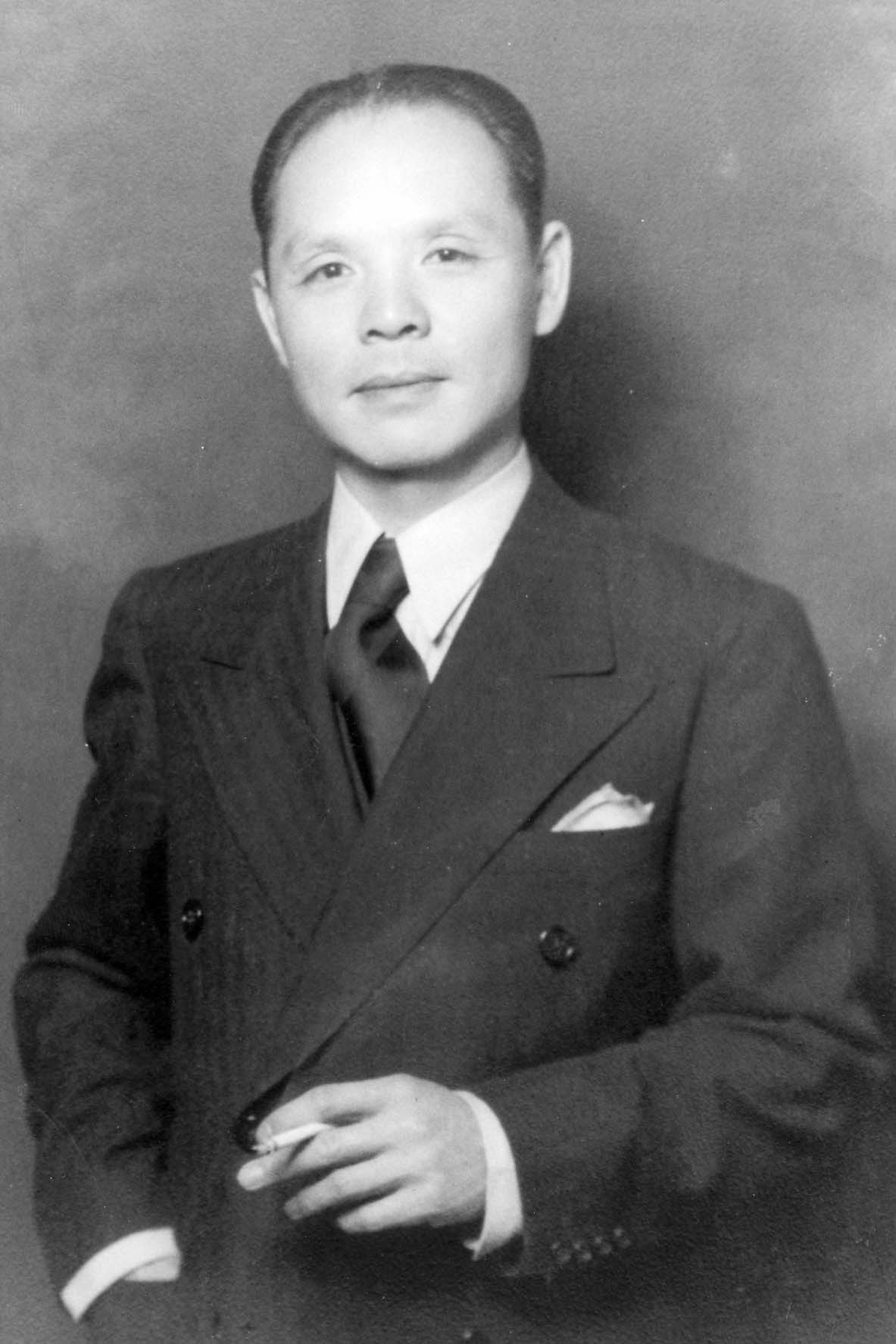
Ho Feng Shan (1901–1997)

- Ho, Fred (1957–2014), US-amerikanischer Jazzsaxophonist, Bandleader und Schriftsteller
- Ho, Godfrey (* 1948), chinesischer Filmregisseur
- Ho, Hsin-chun (* 1973), taiwanische Politikerin
- Ho, Iat-seng (* 1957), chinesisch-macauischer Chefadministrator von Macau
- Ho, Jessica (* 1997), US-amerikanische Tennisspielerin
- Ho, Jong-suk (1902–1991), koreanische Politikerin und Schriftstellerin
- Ho, Josephine (* 1951), taiwanische feministische Sexualwissenschaftlerin und Hochschullehrerin
- Ho, Josie (* 1974), chinesisch-kanadische Schauspielerin und Sängerin
- Ho, Junius (* 1962), chinesischer Politiker
- Hŏ, Ka-i (1908–1953), sowjetisch-nordkoreanischer Politiker
- Ho, Kai-Ming, sinoamerikanischer Physiker
- Ho, Kan (* 1932), chinesischer Konzeptkünstler
- Ho, Kwan Kit (* 1997), chinesischer Tischtennisspieler (Hongkong)
- Hô, Laurent (* 1968), französischer Hardcore-Techno-Musiker und DJ
- Ho, Le-Thanh (* 1987), deutsche Musikerin und Schauspielerin
- Ho, Lien Siew (1932–2021), singapurischer Basketballspieler
- Ho, Mae-Wan (1941–2016), chinesische Biologin und Aktivistin
- Ho, Maria (* 1983), amerikanisch-taiwanische Pokerspielerin, Kommentatorin und ModeratorinMaria Ho (* 1983)

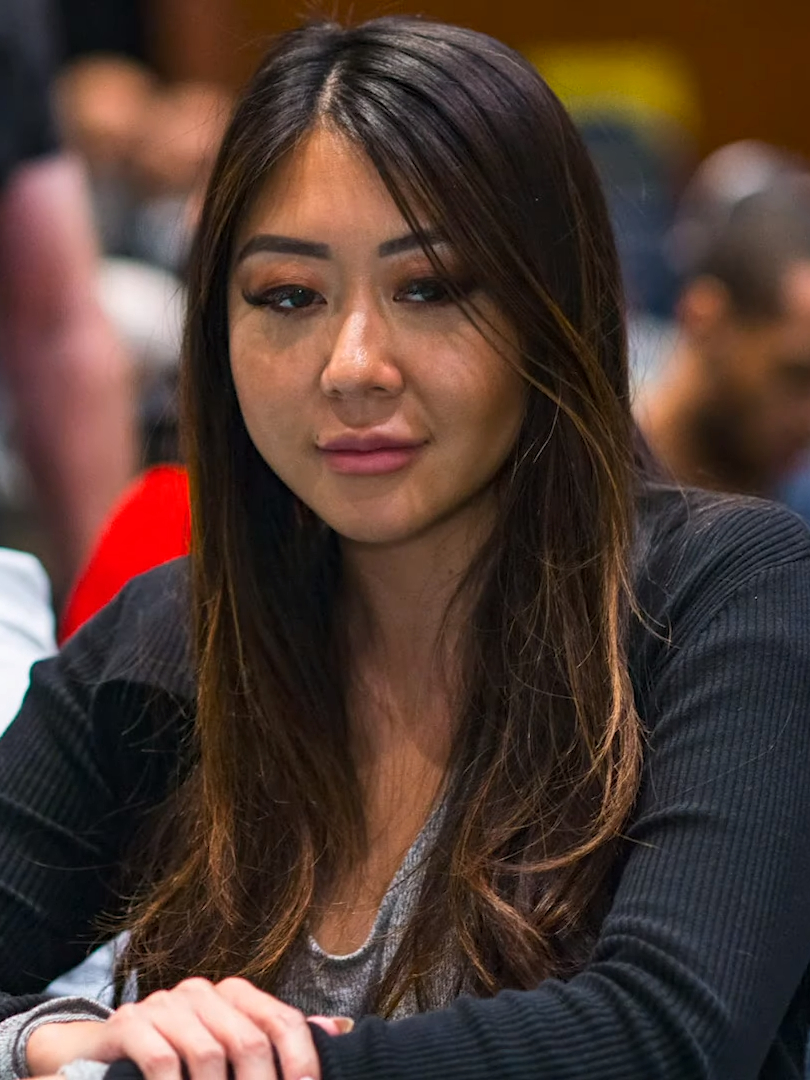
Maria Ho (* 1983)

- Ho, Martin (* 1986), österreichischer Unternehmer vietnamesischer Abstammung
- Ho, Michael (* 1968), macauischer Autorennfahrer
- Ho, Nancy (* 1936), chinesisch-amerikanische Molekularbiologin und Hochschullehrerin
- Hồ, Ngọc Cẩn Domingo (1876–1948), vietnamesischer römisch-katholischer Bischof
- Hồ, Ngọc Hà (* 1984), vietnamesische Sängerin
- Ho, Oliver (* 1974), englischer DJ und Produzent in der elektronischen Musikszene
- Ho, Oscar (* 1956), chinesischer Kurator, Museumsleiter und Hochschullehrer
- Ho, Pansy (* 1962), hongkongchinesisch-kanadische Unternehmerin und Milliardärin
- Ho, Ping-jui (* 1998), taiwanischer Skirennläufer
- Ho, Ray (* 2000), taiwanischer Tennisspieler
- Ho, Sara Jane (* 1985), chinesische Geschäftsfrau
- Ho, Sarah (* 1978), australische Fußballschiedsrichterassistentin
- Ho, Simon (* 1963), Schweizer Komponist und Musiker
- Ho, Siu Lun (* 1980), hongkong-chinesischer Bahn- und Straßenradrennfahrer
- Ho, Stanley (1921–2020), chinesischer UnternehmerStanley Ho (1921–2020)

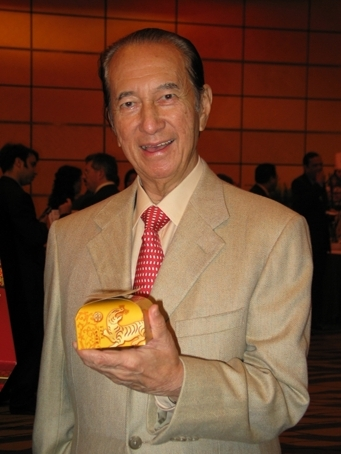
Stanley Ho (1921–2020)

- Ho, Tao (1936–2019), chinesischer Architekt und Designer
- Ho, Tiffany (* 1998), australische Badmintonspielerin
- Ho, Tin-Lun, US-amerikanischer Physiker
- Ho, Tin-Tin (* 1998), englische Tischtennisspielerin
- Ho, Tomato (* 1995), chinesische Squashspielerin (Hongkong)
- Ho, Tommy (* 1973), US-amerikanischer Tennisspieler
- Ho, Un-byol (* 1992), nordkoreanische Fußballspielerin
- Ho, Xander Ann Heng (* 2000), singapurischer Sprinter
- Ho, Yen Chye (1966–2021), singapurischer Judoka
- Ho-Sang, Josh (* 1996), kanadischer Eishockeyspieler
- Ho-Shue, Jason (* 1998), kanadischer Badmintonspieler